# Adama Traoré
Adama Traoré Diarra (n. 25 ianuarie 1996, l'Hospitalet de Llobregat, Spania) este un fotbalist spaniol, care joacă pe post de mijlocaș lateral la Fulham în Premier League. Pe plan internațional, are prezențe la națională pentru Spania U-16⁠(d), Spania U17⁠(d), Spania U-19⁠(d), Spania U-21 și Spania. De origine maliană, a reprezentat Spania la nivel internațional în echipele naționale sub 16, sub 17, sub 19 și sub 21. 